# Flinderseiland
Flinderseiland (uitspraakⓘ) is een eiland in Straat Bass, 20 kilometer ten noorden van Kaap Portland, de noordoostelijke punt van Tasmanië in Australië. Het is het grootste eiland van de Furneauxeilanden.

## Geschiedenis
De Furneauxeilanden werden in 1773 voor het eerst door Europeanen ontdekt toen Tobias Furneaux, een kapitein uit de ontdekkingsvloot van James Cook, de eilanden in zicht kreeg. Begin 1799 voltooiden de Britse ontdekkingsreizigers Matthew Flinders en George Bass de allereerste omronding van Tasmanië, waarmee ze bewezen dat het geen onderdeel uitmaakte van het Australische vasteland. Straat Bass werd naar Bass genoemd en het grootste eiland van de Furneauxeilanden kreeg Flinders' naam. Tegen het einde van de 18e eeuw werd het eiland bevolkt door zeehondenjagers en hun vrouwen, meest Aboriginals. De zeehondenstand kelderde echter al gauw en de laatste vergunning tot zeehondenjacht werd in 1828 toegekend. Een groot aantal van de zeehondenjagers en hun gezinnen besloten op de Furneauxeilanden te blijven wonen, waar ze in hun levensonderhoud voorzagen door het houden van vee en de jacht op de op de Furneauxeilanden veelvuldig voorkomende dunbekpijlstormvogel (Puffinus tenuirostris).
In 1833 werden de laatst overgebleven Tasmaanse Aboriginals overgebracht naar Settlement Point (ook bekend onder de inheemse naam Wybalenna, het huis van de zwarte man) op Flinderseiland. Deze 160 overlevenden werden hier veilig geacht voor de blanke kolonisten, maar het verhuisplan bleek al snel gedoemd te mislukken. In 1847 verhuisden de 45 overgebleven Aboriginals opnieuw, dit keer naar Oyster Cove aan de oostkust van Tasmanië.
Vanaf het einde van de negentiende eeuw werd er land in bezit gegeven, maar pas in de jaren 50 werd er daadwerkelijk een begin gemaakt met de planmatige kolonisatie van het eiland. Er werden hoofdzakelijk kolonisten aangetrokken van het Tasmaanse vasteland en uit Midden-New South Wales die zich hoofdzakelijk aan de oostkust van Flinderseiland hebben gevestigd. In 1903 werd de zelfstandige gemeente Flinders Island ingesteld.

## Geografie en natuur
Het eiland maakt onderdeel uit van de Australische deelstaat Tasmanië en van de gemeente Flinders Island (een zogenoemde Local Government Area). Anders dan de naam zou doen vermoeden, is Flinderseiland verre van het enige eiland binnen deze gemeente waartoe de gehele Furneauxgroep, alsmede de Kent-, Hogan- en Curtiseilanden behoren. Flinderseiland is echter het enige eiland in de groep met meer dan één nederzetting en is tevens veruit het grootste eiland binnen de gemeentegrenzen.
Het eiland meet bij benadering 62 km van noord naar zuid en 37 km oost naar west. De landoppervlakte bedraagt 1333 km². Met een hoogte van 756 m is Mount Strzelecki in het zuidwesten de hoogste bergtop van het eiland. Ongeveer een derde van het eiland bestaat uit bergachtig en ruig gebied dat gevormd wordt door een bergrug van graniet die zich uitstrekt over de gehele lengte van het eiland. Zandafzettingen overheersen de kustgebieden van het eiland, vaak ook in de vorm van duingebieden. De oostkust wordt voorts gekenmerkt door een groot aantal aaneengeregen kustlagunes, die zich vormen doordat duinstroken verdere afwatering blokkeren. Voor deze afwatering van het eiland staan een aantal snelstromende beekjes garant, waarvan maar weinige permanent stromen en die zich langs de kortste route naar een lagune of Straat Bass banen.
De kuststrook is meest los begroeid met struikgewas en grassen, terwijl op grotere hoogte het bos overheerst, voornamelijk bestaande uit eucalyptussoorten. Het totale aantal plantensoorten op de Furneauxeilanden is meer dan 800, waardoor de grote diversiteit van het ecosysteem op de eilanden eens te meer wordt aangetoond. Diersoorten die er voorkomen zijn o.a. de Bennettwallaby's (Macropus rufogriseus), voskoesoes (Trichosurus vulpecula), hoenderganzen (Cereopsis novaehollandiae), dunbekpijlstormvogels (Puffinus tenuirostris), buideleikelmuizen (Cercartetus nanus), langneuspotoroes (Potorous tridactylus apicalis), oostelijke koeskoezen (Pseudocheirus peregrinus), roodbuikpademelons (Thylogale billardierii), Kaapse pelsrobben (Arctocephalus pusillus), wigstaartarenden (Aquila audax), Australische pelikanen (Pelecanus conspicillatus), vuurstaartastrildes (Stagonopleura bella) en de zeer bedreigde Tasmaanse diamantvogels (Pardalotus quadragintus). Mount Strzelecki en het omringende gebied in het zuidwesten van het eiland vormt Nationaal park Strzelecki.

## Bevolking
Het bevolkingstal bedroeg in 2005 897 zielen; de gemiddelde leeftijd was 45. De bevolkingsdichtheid is 0,67 personen per km².
Op het eiland liggen de volgende bewoningskernen: Whitemark (met het belangrijkste vliegveld en ongeveer 170 inwoners (2005)) en Lady Barron (ongeveer 130 inwoners), Blue Rocks, Emita, Killiecrankie, Lackrana, Leeka, Loccota, Lughrata, Memana, Palana, Ranga, Wingaroo en Wybalenna (al deze kernen hebben minder inwoners dan Lady Barron).

## Verkeer
De luchtvaartmaatschappij Airlines of Tasmania vliegt dagelijks naar het eiland vanaf Launceston (40 minuten) en driemaal wekelijks vanaf Moorabbin bij Melbourne (90 minuten). Beide vluchten vliegen op het vliegveld van Flinderseiland, ca. 3 km ten noorden van Whitemark. Op het eiland is geen openbaar vervoer. De ene beschikbare taxi en vooral (huur)auto's vormen de enige vervoersmogelijkheid.

## Klimaat
Jaargemiddelde temperatuur:  10 - 18°C
Gemiddelde temperatuur in januari:  13 - 22°C
Gemiddelde temperatuur in juli:  6 - 13°C
Aantal dagen met temperatuur boven 30°C:  4,8
Aantal dagen met temperatuur boven 35°C:  0,8
Aantal dagen met temperatuur onder 2°C:  21,1
Aantal dagen met temperatuur onder 0°C:  5,6
Jaarhoeveelheid neerslag: 754 mm
Gemiddelde windsnelheid: 21 - 25 km/h

## Trivia
Plannen om in Lady Barron een hotel met 500 kamers en een aangrenzende golfbaan met 72 holes aan te leggen zijn inmiddels goedgekeurd door de Tasmaanse overheid.